# Mathieu Bollin
Pour les articles homonymes, voir Bollin.
Mathieu Bollin (Arras, ? - Bruxelles, 1603) était un ingénieur bruxellois originaire de l'Artois.
Il est connu pour avoir, à partir de 1594, cartographié, en perspective cavalière, la vallée de la Senne entre Ruisbroek et sa confluence avec la Dyle
dans le but de découvrir les causes des inondations.
Entre une date incertaine, postérieure à 1598, et sa mort en 1603, il devient le maître d’œuvre des transformations et aménagements du palais du Coudenberg
ainsi, qu'à partir de 1599, l'adjoint de l'hydraulicien Salomon de Caus, pour les transformations et aménagements dans la Warande, le domaine de chasse du palais et futur parc de Bruxelles. Il seconde de Caus dans la construction des grottes et fontaines de la cour. 
Après sa mort, c'est son fils Sylvain qui est chargé de poursuivre son travail jusqu'à l'arrivée, en novembre 1604, de Wenceslas Cobergher.

## Biographie
- Chris De Maegd, Deux cartes précadastrales de Mathieu Bollin des environs de 1600, Bruxelles, Crédit communal de Belgique, coll. « Bulletin du Crédit communal » (no 204), 1998, p. 49-76 (KBR code DE R 2245)